# تشارلي فيليبس
تشارلي فيليبس (بالإنجليزية: Charlie Phillips)‏ (23 يونيو 1910 في المملكة المتحدة - 15 أكتوبر 1969 في المملكة المتحدة) هو لاعب كرة قدم بريطاني (وحمل سابقاً جنسية المملكة المتحدة لبريطانيا العظمى وأيرلندا) في مركز الهجوم. شارك مع منتخب ويلز لكرة القدم. أما مع النوادي، فقد لعب مع أستون فيلا وبرمنغهام سيتي ووولفرهامبتون واندررز وEbbw Vale F.C. ‏ ونادي تشيلمسفورد.

## وصلات خارجية
- تشارلي فيليبس على موقع قاعدة بيانات كرة القدم.إي يو (الإنجليزية)